# Les Fleurs brûlées
 (décembre 2023).
Les Fleurs brûlées est un thriller historique de Nadine Monfils publié en 1993. Il se  déroule à Paris au XVIIe siècle.

## Résumé
Paris, 1676, Marie-Madeleine vit seule avec sa chambrière et essaie d'oublier les crimes de sa mère, une célèbre empoisonneuse, la Marquise de Brinvilliers. 
Un jour, elle reçoit un colis contenant un rat mort, puis plusieurs. N'ayant dit à personne qui elle est réellement, l'auteur des colis lui laisse entendre qu'il veut lui faire payer les crimes de sa mère.

## Autour du roman
- Tous les personnages ont existé, sauf Jeanne, la servante de Marie-Madeleine.
- Dans la réalité, après l'exécution de la Brinvilliers, sa fille Marie-Madeleine a passé sa vie au couvent[3].